# Avia F-IX
Avia F-IX byl československý pětimístný hornoplošný bombardovací letoun, který vznikl podle licence nizozemského dopravního typu Fokker F.IX, zalétaného 23. srpna 1929. Fokker F.IX byl největší meziválečný dopravní letoun firmy Fokker.[rozpor] Konstruktér Ing. František Novotný vyvinul pod jménem Avia F-IX vojenskou verzi nizozemského stroje.

## Vznik a vývoj
Obchodní politika Anthony Fokkera (výrobce letadel Fokker) byla postavena i na možnosti zástavby do jeho dopravních letounů prakticky jakéhokoli motoru o výkonu 145-300 kW, což zvyšovalo možnosti exportu. Takto vznikla i verze Fokker F.VIIb/3m, které byly licenčně postaveny v Avii s motory Walter Castor jako Avia F.VIIb/3m. Zvětšením této konstrukce vznikl letoun Fokker F-IX. V Holandsku byly postaveny v letech 1929-1930 jen dva prototypy s motory Gnome-Rhône Jupiter VI.
Předválečné československé vojenské letectvo mělo na přelomu dvacátých a třicátých let 20. století poměrně bohatý letadlový park stíhacích, pozorovacích a lehkých bombardovacích letounů, ale prakticky nedisponovalo těžkými bombardovacími stroji. Proto se v roce 1931 Ministerstvo národní obrany (MNO) rozhodlo zakoupit u holandské firmy Fokker práva na výrobu třímotorového bombardovacího hornoplošníku Fokker F-IX. Licenční výrobou byla pověřena společnost Avia, akciová společnost pro průmysl letecký.
První licenční letoun F.IX v bombardovací verzi vzniklý v Československu byl zalétán 17. února 1932. Letadlo tvarově připomínalo Fokker F.VIIb/3m, ale mělo větší rozměry a výkonnější motory. V letech 1932 až 1933 bylo celkem postaveno 12 kusů těchto strojů bombardovací verze Avia F-IX. Kromě 12 kusů pro Československé letectvo byla vyrobena i dvojice bombardovacích strojů označených F-39 (výr. č. 13 a 14) pro Jugoslávii. Vnitřní výstroj a vybavení bylo od zahraničních firem, podle jugoslávské objednávky. Jugoslávie dokonce koupila jejich licenci, ale licence v Jugoslávii nebyla využita. Rovněž byly postaveny dva civilní, dopravní letouny Avia-Fokker F.IXD určené pro Československé státní aerolinie.
Avia se snažila tento dopravní letoun pod označením Avia 109 exportovat, ale k žádnému prodeji této verze nedošlo.

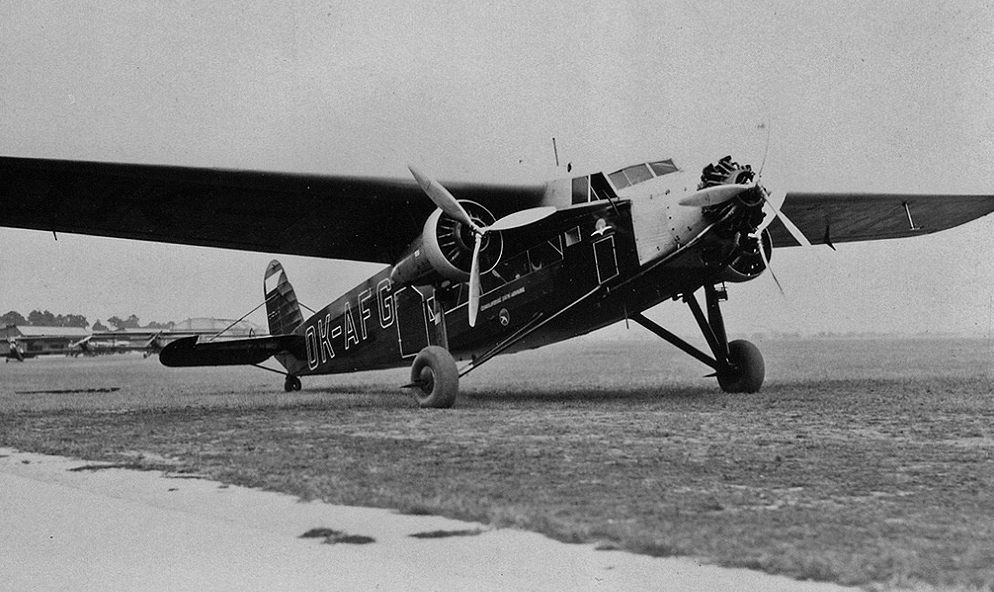
Avia Fokker F-IXD a Walter Pegas (OK-AFG)

## Popis letounu
Bombardér byl pětimístný třímotorový samonosný hornoplošník s pevným záďovým podvozkem a uzavřenou pilotní kabinou. Konstrukce bombardéru byla svařena z ocelových trubek a potažena vpředu duralovými plechy, vzadu plátnem. Dřevěná kostra křídel byla potažena dýhou a plátnem. Pohon letounu obstarávaly tři hvězdicové motory Walter Jupiter VI o jmenovitém výkonu 330 kW (450 k) opatřené prstenci Townend.
Samotná třímotorová koncepce přinesla logicky problém s umístěním kulometné výzbroje, zvláště směrem dopředu, kde vadila vrtule. Na několika strojích se objevovala různá řešení, zkonstruovaná techniky Avie v době přípravy na výrobu. Řešením byly pevné i zatažitelné střelecké věže. Tyto experimenty s umístěním výzbroje však měly za důsledek, že výzbroj jednotlivých letounů nebyla nikdy sjednocena. Výzbroj sestávala až ze šesti kulometů a letoun mohl nést 800 až 1500 kg pum.
Dopravní letouny F-IXD ve své době představovaly největší dopravní letouny domácí konstrukce. Osádku dopravní verze tvořili dva piloti a radiotelegrafista, trup pojal 17 cestujících. Civilní F.IXD byly vybaveny silnějšími pohonnými jednotkami Walter Pegas II-M2 o výkonu 411,6 kW, které zpočátku roztáčely dřevěné dvoulisté vrtule, které byly později vyměněny za třílisté kovové vrtule Letov. Výfuková roura prostředního motoru byla spojena s vytápěním kabiny cestujících, civilní stroje měly menší balonová kola hlavního podvozku značky Dunlop a jiný tvar dolní části svislé ocasní plochy.

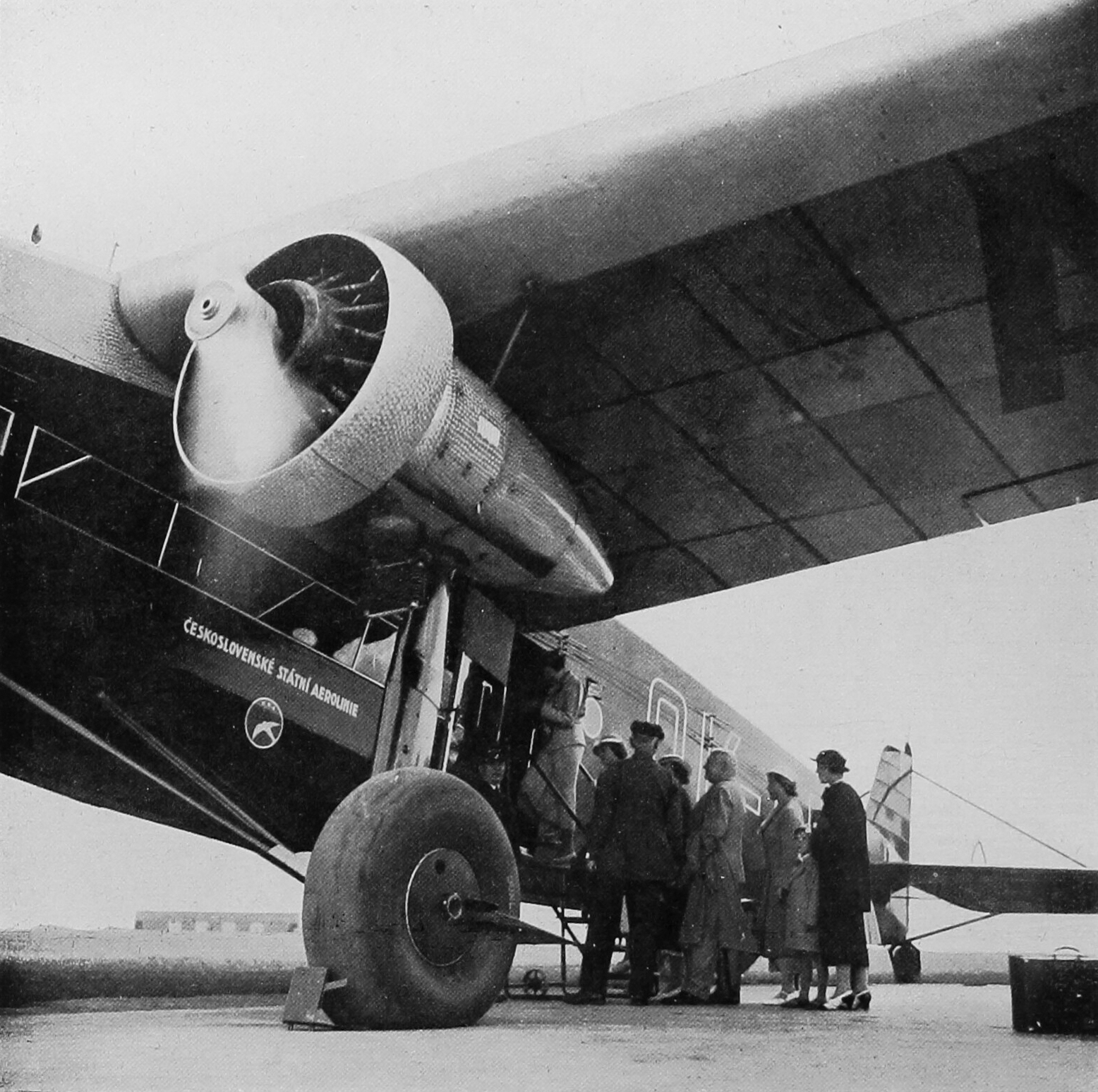
Avia Fokker F-IXD a Walter Pegas II-M2 (1935)

## Použití
V letech 1932 až 1933 bylo celkem postaveno 12 strojů bombardovací verze Avia F-IX pro československé letectvo. Poslední z objednávky dvanácti kusů byl zalétán v červnu 1933. Kariéru zahájily u 81. a 82 letky Leteckého pluku 5, kde byly využívány intenzivně především k výcviku.
Jeden bombardovací letoun Avia F-IX Leteckého pluku 5 havaroval 4. února 1937 v 18.30 hodin při nočním letu mezi Slatinou a Šlapanicemi. V troskách zahynuli kapitán letectva Otto Šafařík z Kroměříže, rotmistr letec Josef Ovčačík z Pavlovic u Přerova a četař Josef Plechatý z Miroslavi. Lehce zraněni byli četař Jan Macků a svobodník Ludvík Helešic. Příčinou neštěstí byla patrně mlha a ztráta rychlosti letounu.
V předmnichovské krizi byly tyto letouny zařazeny u bombardovacích letek MNO, avšak počítalo se s nimi už jen jako s dopravními pro spojovací a transportní činnost. V druhé polovině 30. let byl ve výzbroji letectva nahrazován od roku 1937 celokovovými typy Aero MB-200 podle francouzské licence firmy Bloch.
Tyto letouny ve vojenské službě relativně rychle zastaraly. Byly na svou dobu pomalé, takže by neměly šanci již v době svého vzniku uniknout tehdejším stíhačům, natož pak stíhacím letounům druhé poloviny třicátých let 20. století. Letouny byly proto staženy z bombardovací služby a byly pověřovány méně důležitými, vesměs dopravními úkoly pro jednotky letecké pěchoty (starší název pro výsadkáře), které měly vzniknout 1. dubna 1939. K vzniku této jednotky vzhledem k neblahým událostem z 15. března 1939 a následné okupaci nedošlo.
U jednoho z bombardérů MNO (výr. č. 9) byl v roce 1937 upraven interiér na téměř "civilní" verzi a pak létal s imatrikulací OK-AMR. Byl využíván jako služební letoun tehdejšího velitele československého letectva, generála ing. Jaroslava Fajfra. Na IV. mezinárodní letecký mítink, konaný v Curychu od 23. července do 1. srpna 1937, vyslalo Československo početnou výpravu. Curyšský mítink, konaný v pětiletých intervalech, byl pokládán za měřítko vyspělosti tehdejších evropských letectev. Československé soutěžní stroje, stíhací Avia B-534 (4 letouny) a akrobatické Avia B-122 (8 letounů) byly doprovázeny přestavěným bombardérem F-IX s imatrikulací OK-AMR. Třímotorová Avia F-IX byla tedy třináctým vyslaným strojem, tehdy zařazená u Leteckého pluku 6 dislokovaného na letišti Kbely. Byla pilotována vedoucím závodního družstva mjr. Alexandrem Hessem, který rovněž, dle propozic závodů, zastával funkci sportovního komisaře za Československo. Tento doprovodný letoun přepravoval, kromě leteckých mechaniků i s potřebnými náhradními součástkami, materiálem a nářadím, také bodového soudce závodů škpt. Františka Paukerta sloužícího u leteckého pluku 1 v Praze.

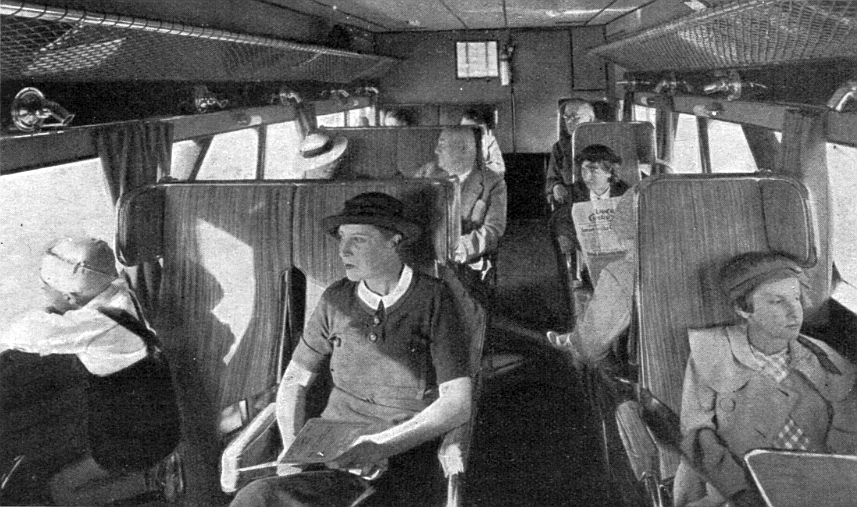
Kabina dopravního letounu Avia Fokker F-IXD (Malý čtenář 1936)

ČSA obdržely své dva dopravní stroje v roce 1935, přičemž první z nich byl zalétán 14. května 1935. Letoun výrobního čísla 15 obdržel 7. srpna 1935 imatrikulaci OK-AFF, druhý stroj výr. č. 16 získal imatrikulaci OK-AFG již 22. července 1935. Dopravní letouny s kapacitou 17 cestujících (vč. posádky 20) byly nasazovány na linkách vnitrostátních Praha-Brno-Bratislava-Košice-Užhorod i mezinárodních z Prahy přes Brno a Bratislavu do Záhřebu a na letiště v Sušaku u Rijeky, z Prahy do Bukurešti, z Prahy do Benátek atd.. První let OK-AFF na lince Praha-Benátky se uskutečnil 15. května 1937 a zahájil tak letecké spojení s Itálií. První z nich (OK-AFF) 11. září 1937 shořel krátce po vzletu z letiště Bratislava-Vajnory do Brna V 6:30 letoun odstartoval, vznikl požár a letoun nouzově přistál. Nehoda se obešla bez obětí na lidských životech, avšak jiný zdroj uvádí, že pilot zahynul. Jako náhrada byl do stavu ČSA v říjnu 1938 zařazen přestavěný bombardér F-IX. (výr. č. 12 s původními motory Walter Jupiter) s imatrikulací OK-AFH. Letouny F-IXD nalétaly u ČSA celkem 686 249 km za 4 085 letových hodin.
Po německé okupaci Čech, Moravy a Slezska Lufftwaffe zabavila od MNO zbývajících 10 strojů F-IX, nechala je odzbrojit, vybavit německými radiostanicemi a používala je jako transportní. Dopravní letoun ČSA (OK-AFH) převzala Lufthansa/Luffwaffe a létal s imatrikulací D-AAFG resp. TF + BO. Jeden exemplář F-IX v roce 1942 zakoupilo Chorvatsko, druhý letoun se do Chorvatska dostal jako zabavený letoun jugoslávské armádě (F-39). Letouny obdržely trupová identifikační čísla 1951 a 1952 a označení Avia Fokker F-18 a Avia Fokker F.9. Ustašovské, nezávislé Chorvatsko je používalo při boji proti partyzánům až do poloviny roku 1944.

## Varianty
- F-IX - základní varianta s motory Walter Jupiter VI, 12 letounů - 2 z nich později přestavěny na dopravní letouny (v.č. 9, 12)
- F-39 - bombardovací varianta F-IX pro jugoslávské letectvo s motory Gnome-Rhône Jupiter o výkonu 412 kW/560 k, 2 letouny
- F-IXD - dopravní verze pro ČSA s motory Walter Pegas II-M2, 2 letouny
- Avia 109 - připravovaná exportní verze F.IXD

## Uživatelé

### Civilní
- Československo
  - Československé státní aerolinie

### Vojenští
- Československo
  - Československé letectvo
- Království Srbů, Chorvatů a Slovinců
  - Jugoslávské královské letectvo
- Německá říše
  - Luftwaffe
- Chorvatsko
  - Zrakoplovstvo Nezavisne Države Hrvatske (Letectvo nezávislého státu Chorvatsko)

## Specifikace
Data dle 

### Technické údaje
- Typ: bombardovací hornoplošník (F-IX), dopravní letoun (F-IXD)
- Osádka: 5 (F-IX), 3+17 (F-IXD)
- Rozpětí: 27,14 m
- Délka: 19,30 m
- Výška: 4,80 m
- Nosná plocha: 103,00 m2
- Plošné zatížení: 88,9 kg/m2 (F-IX), 95,15 kg/m2 (F-IXD)
- Hmotnost prázdného letounu: 5450 kg (F-IX), 6700 kg (F-IXD)
- Vzletová hmotnost: 9160 kg (F-IX), 9800 kg (F-IXD)
- Pohonná jednotka F-IX: 3× vzduchem chlazený hvězdicový devítiválec Walter Jupiter VI
  - jmenovitý, nominální výkon: 330 kW / 450 k při 1750 ot/min
  - maximální, vzletový výkon: 399 kW / 543 k při 1850 ot/min
- Pohonná jednotka F-IXD: 3× vzduchem chlazený hvězdicový devítiválec Walter Pegas II-M2
  - jmenovitý, nominální výkon: 382 kW / 520 k při 2000 ot/min
  - maximální, vzletový výkon: 427 kW / 580 k při 2300 ot/min
- Vrtule: dvoulistá, nestavitelná, dřevěná (F.IX), třílistá kovová (F.IX.D)

### Výkony
- Maximální rychlost: 210 km/h (F-IX), 255 km/h (F-IXD)
- Cestovní rychlost: 180 km/h (F-IX), 215 km/h (F-IXD)
- Dostup: 4500 m (F-IX), 5000 m (F-IXD)
- Stoupavost: 2,5 m/s (F-IX), 2,8 m/s (F-IXD)
- Dolet: 1000 km (F-IX), 830 km (F-IXD)

### Výzbroj
- 1× pohyblivý 7,92mm kulomet vz.28 na hřbetě
- 1× pohyblivý 7,92mm kulomet vz.28 pod trupem
- 1× pohyblivý 7,92mm kulomet vz.28 pod přídí
- 1× pohyblivý 7,92mm kulomet vz.28 v okénku v každém boku
- 1500 kg pum v pumovnici a pod křídly